# Elaealis
Elaealis is een geslacht van vlinders van de familie snuitmotten (Pyralidae).

## Soorten
- E. metachalcistis Hampson, 1917
- E. olivalis Hampson, 1906